# Народна библиотека Ћићевац
Народна библиотека Ћићевац је јавна установа општине Ћићевац, која своје делатности ствара кроз разноврсне садржаје и послове од којих као посебне целине се издвајају:
- Библиотека (са истуреним одељењем у МЗ Сталаћ)
- Културно-уметничко друштво Моравац
- Биоскоп
- Галерија слика
- Аматерско позориште

## Историјат
Педесетих година 20. века започиње изградња и оснивање задружних домова у Ћићевцу и околним селима. То је довело до окупљања грађана који су имали афинитета према књизи, драмском стваралаштву, фолклору и осталим културним садржајима. Још у међуратном периоду постојало је драмска трупа, за коју нема података о години настајања и називу, а била је активна и за време Другог светског рата и после. 
Године 1953. у Задружном дому у Ћићевцу почео је са радом биоскоп и градска читаоница са фондом од око 1500 књига. Те исте године оформљују се фолклорна секција, која ће 1964. године прерасти у КУД Моравац. Већ 1957. године ове делатности, одликом Савета за народну културу, одвијају се у формираном предузећу Младост.

## Библиотека
Библиотека располаже са око 18.000 наслова и има 350 чланова. У току године установа реализује око 60 културних догађаја, а у нашим секцијама учествује више десетина младих и деце. Не изостаје ни подршка и посета наших старијих суграђана, који се окупљају на концертима, приредбама, биоскопским и позоришним представама, ликовним изложбама и књижевним вечерима.

## Биоскоп
Данашња биоскопска сала, реновирана је 2021. године, има капацитет од 270 места, једном салом и једним екраном. Од јуна 2022. година Народна библиотека Ћићевац постала је члан Мреже киноприказивача Србије.